# Sphaerotheristus bengalensis
Sphaerotheristus bengalensis är en rundmaskart som beskrevs av Timm 1968. Sphaerotheristus bengalensis ingår i släktet Sphaerotheristus och familjen Monhysteridae. Inga underarter finns listade i Catalogue of Life.